# Закон Елкінса
Закон Елкінса — це федеральний закон Сполучених Штатів 1903 року, який вніс зміни до Закону про торгівлю між штатами 1887 року. Закон уповноважив Комісію з торгівлі між штатами накладати великі штрафи на залізниці, що пропонують знижки, та на вантажовідправників, які прийняли ці знижки. Залізничним компаніям не дозволялося пропонувати знижки. Залізничні корпорації, їх офіцери та їх службовці несли відповідальність за дискримінаційні дії.
До Закону Елкінса тваринництво та нафтовидобувна промисловість сплачували стандартні тарифи залізничних перевезень, але тоді вимагали, щоб залізнична компанія надавала їм знижки. Залізничні компанії обурювались через вимагання залізничних трестів, і тому привітали прийняття закону Елкінса. Закон пропагандувався президентом Теодором Рузвельтом як частина його внутрішньої програми «Квадратна угода» і суттєво підвищив його популярність[джерело?].

## Передумови
Конгрес прийняв Закон Елкінса як поправку до Закону про міждержавну торгівлю. Без обмежувального законодавства великі фірми могли б вимагати від залізничних компаній знижок або цін, менших за домовлену ціну, як умову для свого бізнесу. Як результат, загальною практикою було, що залізниці пропонують нижчі ціни на транспортні перевезення між великими містами з великою щільністю фірм, ніж монопольні ставки між менш промисловими містами, незалежно від тривалості поїздки. Трасти становили таку значну частину доходу перевізника, що трести могли вимагати знижок як умови для бізнесу, і перевізник був змушений співпрацювати.

## Призначення
Комісія з торгівлі між штатами не змогла захистити конкуренцію та справедливе ціноутворення. Розділ 2 Закону про торгівлю між штатами забороняє перевізнику пропонувати пільгові ціни або знижки; проте застосування цього розділу було неефективним. Потужні трести заплатять стандартну вартість доставки, але вимагають від перевізника знижку. Судові справи, передані на розгляд комісії, як правило, не призводили до покарання, оскільки Комісія з торгівлі між штатами складалася переважно з інтересів залізниці. Щобільше, перевізники, визнані винними у ціновій дискримінації, можуть оскаржити рішення Комісії з торгівлі між штатами до федеральних судів, затягуючи покарання на роки.
Закон Елкінса був названий на честь його спонсора, сенатора Стівена Б. Елкінса із Західної Вірджинії, який вніс законопроєкт у 1902 році за розпорядженням залізниці Пенсильванії. Закон був прийнятий 57-м конгресом і підписаний президентом Рузвельтом 19 лютого 1903 р. Закон передбачив неправомірне порушення для перевізника введення пільгових знижок і передбачав як перевізника, так і одержувача низької ціни. Закон також скасував позбавлення волі як покарання за порушення закону, тому порушника могли лише штрафувати. Зменшуючи суворість покарання, законодавці сподівалися заохотити фірми давати свідчення один проти одного та сприяти більш жорсткому виконанню закону.

## Вплив
Після прийняття закону Елкінса реальні ставки фрахту лише незначно знизились. У 1905 р. лідери регуляторного руху дали свідчення перед Конгресом, щоб визначити зниження цін, спричинене законом. Проте в перші місяці після ухвалення закону найвизначнішою зміною ціноутворення на залізниці була ліквідація знижок. Однак пізніше проведений аналіз показав, що зниження цін на перевізники краще пояснити зниженням витрат на експлуатацію через розвиток технологій. Ліквідація знижок призвела до того, що залізниці шукали інших методів, щоб конкурувати за бізнес, змусивши губернатора Альберта Б. Каммінса, штат Айова, заявити в 1905 р., що ліквідація знижок просто змушує залізниці шукати альтернативні неконкурентні засоби для забезпечення бізнесу. Таким чином, Закон Елкінса був ефективнішим у стабілізації цін і закріпленні цінової змови, ніж очевидно зниження цін.
Різна група зацікавлених сторін публічно підтримала Закон Елкінса. Громадяни, які підтримували закон, сподівались, що зменшення цінової дискримінації призведе до рівномірного зниження цін на вантажі, а інтереси залізниць лобіювали прийняття Закону як засобу забезпечення домовлених цін. Попри те, що Закон обмежував пільгові ціни, він не визначав, що являє собою «розумну» ставку доставки; таким чином, залізниці могли використовувати закон, щоб закріпити систему змовних цін. Змова неможлива на ринку, де легко підірвати конкурентів. Однак у галузях, у яких лише невелика кількість конкурентів (наприклад, залізниці, авіалінії або транспортні компанії, що працюють між двома даними містами), змова є набагато більш імовірною. Результатом Закону Елкінса стало те, що залізниці мали більш потужний механізм захисту своїх змовних цін, а корпоративні трасти ослабили свою здатність отримувати знижки на доставку. Закон не зазнав впливу на фермерів та інших користувачів залізниці замість того, щоб отримати вигоду від більшої конкуренції. 
Попри те, що фермери могли отримати вигоду від встановлення обмеження цін на тарифи на вантажні перевезення, характер залізничної галузі, можливо, не дозволив досконалої конкуренції. Економіст Роберт Гарбесон стверджує, що цінові війни до Акту Елкінса свідчать про те, що залізнична галузь була більш олігополістичною. У галузі зі зменшенням граничних витрат і високими постійними витратами марно застосовувати обмеження ціни. На додаток, стверджує він, посилення регулювання завадило б перевізникам досягти економії на масштабі.

## Сучасна критика
У відповідь на Закон Елкінса стверджувалося, що закон розроблявся Конгресом від імені залізниць і що, хоча деякі залізниці обмежували знижки для одних замовників, для інших ця практика продовжувалась зменшуватися. Конгрес зазнав критики за те, що санкціонував лише грошові штрафи за порушення закону та уникав накладення кримінальних покарань.

## Подальше законодавство
Посилаючись на недоліки закону Елкінса, прогресисти почали закликати до більшого регулювання інтересів залізниць, і в 1906 р. президент Рузвельт підписав закон Хепберна на заміну закону Елкінса. Закон Хепберна встановлює максимальні тарифи на перевезення залізниць, що представляє більші інтереси американців. Норми закону Хепберна напружували залізниці, що спричинило нову конкуренцію через зростання вантажівок та автомобілів. Паніка 1907 р. була, частково, наслідком сум'яття в залізничній галузі, яке було результатом закону Хепберна.